# كامي ماسانوري
كامي ماسانوري (باليابانية: 亀井政矩؛ بالكانا: かめい まさのり) هو ساموراي ياباني، ولد في 25 ديسمبر 1590، وتوفي في 22 سبتمبر 1619.